# Nieuwe Leuvebrug
De Nieuwe Leuvebrug is een basculebrug in de Nederlandse stad Rotterdam. Deze brug over de doorvaart van de Leuvehaven naar de Nieuwe Maas verbindt het Vasteland en de Boompjes. De breedte van de doorvaart is 19,37 meter. De doorvaarthoogte is 4,68 meter boven NAP. De doorvaarthoogte is afhankelijk van eb en vloed. De vaardiepte is 4,00 meter. Aan de kant van Leuvehaven is een waterkering die bij hoog water de doorgang afsluit.